# گئورگی ورنوی
گئورگی ورنوی (روسی: Гео́ргий Феодо́сьевич Вороно́й؛ ۲۸ آوریل ۱۸۶۸ – ۲۰ نوامبر ۱۹۰۸) ریاضی‌دان روس اوکراینی‌تبار بود که برای توصیف نمودار ورنوی شناخته شده است.